# Neox
Neox – mieszanina gazów używana do oddychania w czasie nurkowania, stanowiąca alternatywę dla powietrza.
Neox składa się z neonu oraz tlenu. Dzięki zastąpieniu azotu obojętnym dla organizmu neonem nie występuje ryzyko narkozy azotowej. Neox posiada jednak poważną wadę jaką jest możliwość rozwarstwienia składników mieszaniny, tj. oddzielenia się tlenu od neonu. W praktyce gaz ten używany jest jako dodatkowy w czasie głębokich nurkowań wymagających komunikacji głosowej, ponieważ pozwala na pracę strun głosowych nawet pod ciśnieniem występującym na dużych głębokościach. Nurek, który oddycha inną mieszaniną, przełącza się na neox tylko na czas rozmowy.
Butle zawierające neox (a także jakikolwiek gaz inny niż powietrze) muszą być wyraźnie oznaczone, gdyż omyłkowe nurkowanie z wykorzystaniem gazu innego niż uwzględniony w planie nurkowania lub zaprogramowany w komputerze nurkowym stanowi poważne zagrożenie dla życia nurka.
Stosowanie do oddychania gazów innych niż powietrze wymaga wiedzy, którą nabyć można na specjalistycznych kursach.